# Nasaka Senkichiro
Senkichiro Nasaka (japanisch 名坂 千吉郎 Nasaka Senkichiro; * 1923 in Osaka; † 2014) war ein japanischer Künstler und Mitglied der Gutai Art Association, einer avantgardistischen Bewegung, die 1954 von Jirō Yoshihara in Ashiya in Hyōgo, westlich von Osaka, gegründet wurde. Wie andere Gutai-Künstler der 1960er und frühen 1970er Jahre interessierte er sich auch für Technologie und Fortschritt, indem er Elektromotoren für den Farbauftrag verwendete und große Installationen mit Röhren schuf.

## Leben
Senkichiro Nasaka schloss 1952 sein Studium der japanischen Malerei an der Kyoto City University of Arts ab, nachdem er zuvor am Nakanoshima Western-Style Painting Institute und an der Kawabata Painting School in Tokio westliche Maltechniken studiert hatte.

## Gutai
Die Gutai Art Association wurde 1954 von Jirō Yoshihara gegründet und galt als Pionier der japanischen Nachkriegskunst. Die Gutai-Bewegung war bis 1972 aktiv. Das Wort „gutai“ bedeutet „Konkretheit“ und drückt eines der charakteristischsten Merkmale der Gutai-Gruppe aus – ihren Wunsch, physisch mit einer außergewöhnlichen Vielfalt von Materialien zu arbeiten. Senkichiro Nasaka repräsentierte mit seiner Kunst die technologischen und kollaborativen Aspekte der Bewegung.

## Werk
Senkichiro Nasakas künstlerische Ansätze zeigten eine Mischung aus traditioneller japanischer Ästhetik und den internationalen Strömungen wie Art Informel und Action Painting. Frühere Werke aus den späten 1950er Jahren spiegelten seine Experimentierfreude und seinen Einfluss durch europäische und amerikanische Kunst wider. Senkichiro Nasakas Werk war stark von der Philosophie der Gutai-Gruppe geprägt, die die Verbindung von Mensch und Material sowie das Experimentieren mit neuen künstlerischen Ausdrucksformen betonte. Seine Arbeiten umfassten Malerei, kinetische Kunst und Installationen. Er nutzte innovative Methoden, darunter den Einsatz von Elektromotoren, um Farbe aufzutragen, und entwarf großflächige Installationen. 
Bei der ersten asiatische Weltausstellung 1970 (Expo ’70  in Osaka) gestaltete Senkichiro Nasaka zusammen mit Michio Yoshihara beispielsweise eine kollaborative Installation. Sie bestand aus einer 150 Meter langen Metallröhre, die auf ihrer gesamten Länge als Rahmen für die Werke anderer Gutai-Künstler diente, wobei ein Klangstück von Michio Yoshihara durch die Struktur lief. Dieses monumentale Werk verwandelte den gesamten Ausstellungsraum in einen Kunstraum und brachte das anhaltende Interesse der Bewegung an der Praxis der Zusammenarbeit zum Ausdruck. Die Teilnahme der Gutai an der Expo ’70 war ein Zeichen dafür, dass sie als führende Kunstbewegung des 20. Jahrhunderts in Japan als bedeutend angesehen wurde.
Senkichiro Nasakas Werke trugen zur spätere internationalen Anerkennung der Gruppe bei, etwa durch Ausstellungen wie „Gutai: Splendid Playground“ im Guggenheim Museum 2013.